# 平時子
平時子（日语：／ Taira no Tokiko，1126年—1185年4月25日）是日本平安時代末期的女性，平清盛的繼室。她是下級貴族平時信之女，平時忠、平滋子之姊，與清盛之間生下宗盛、知盛、重衡、德子等子女。
承安元年（1171年），敘從二位，被稱為二位尼，在清盛薨逝後成為平氏一族重要的精神支柱，於平宗盛執政下的平氏政權內有著如同「太后」般的地位。壇之浦之戰時，她抱著外孫安德天皇，告訴他「波濤之下也有帝都」（「波の下にも都がございます」），與天皇投海自殺身亡。